# Vojislav Đukanović
Vojislav (Vojo) Đukanović, črnogorski vojaški zdravnik in general, * 12. avgust 1912, Velimlje pri Nikšiću, Kraljevina Črna gora, † 7. december 1995.

## Življenjepis
Leta 1941 je doktoriral na beograjski Medicinski fakulteti in istega leta je postal član NOVJ ter KPJ. Med vojno je bil na zdravstvenih položajev v več enotah oz. štabih. 
Po vojni je deloval v zveznih organih za narodno zdravje ter v Svetovni zdravstveni organizaciji.

## Odlikovanja
- Red zaslug za ljudstvo
- Red partizanske zvezde